# Psinadakha
Psinadakha (en rus: Псынадаха) és un poble de Kabardino-Balkària, a Rússia, que en el cens del 2010 tenia 1.542 habitants. Pertany al districte rural de Zalukókoaje.